# Electronic Data Systems
Electronic Data Systems (EDS) Corporation a fost o companie americană de echipamente și servicii pentru tehnologia informației, cu sediul în Plano, statul  Texas, fondată în 1962 de Ross Perot..
Domeniul de activitate al companiei este outsourcing-ul tehnologic.

## Istoric
Compania a fost o filială a General Motors din 1984 până la desprinderea sa în 1996. Electronic Data Systems a fost achiziționată de Hewlett-Packard în 2008.

## Cifră de afaceri (înainte de fuziune)
Cifră de afaceri, deci înainte de fuziunea din 2008, fusese de 22,1 miliarde $